# Rhytiphora
Rhytiphora es un género de escarabajos de la familia Cerambycidae.

## Ejemplares del género

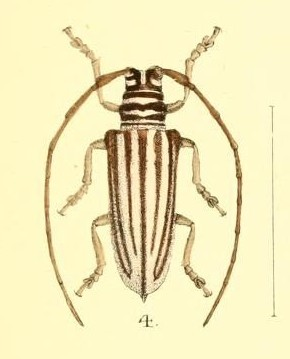
Rhytiphora dallasii
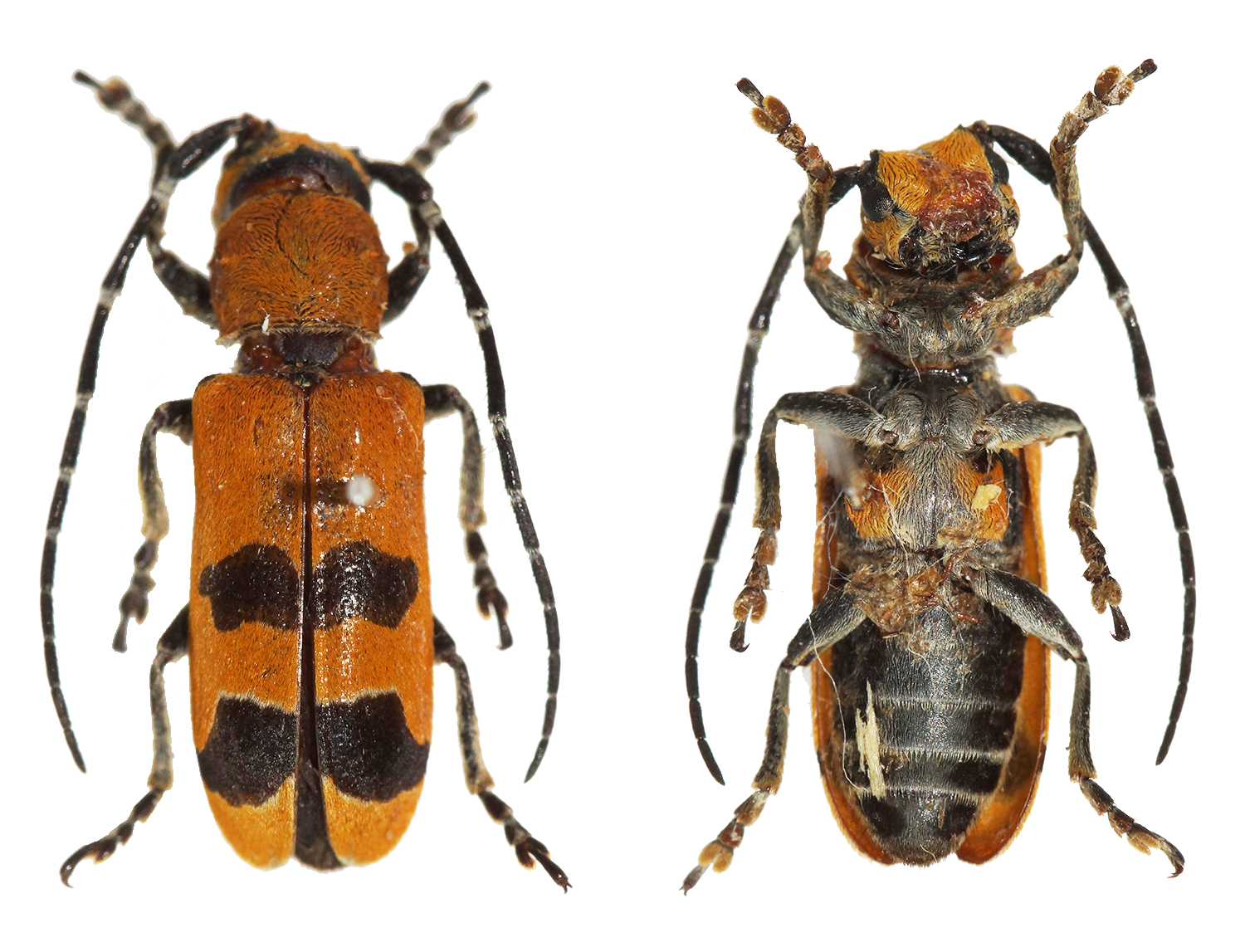
Rhytiphora diva
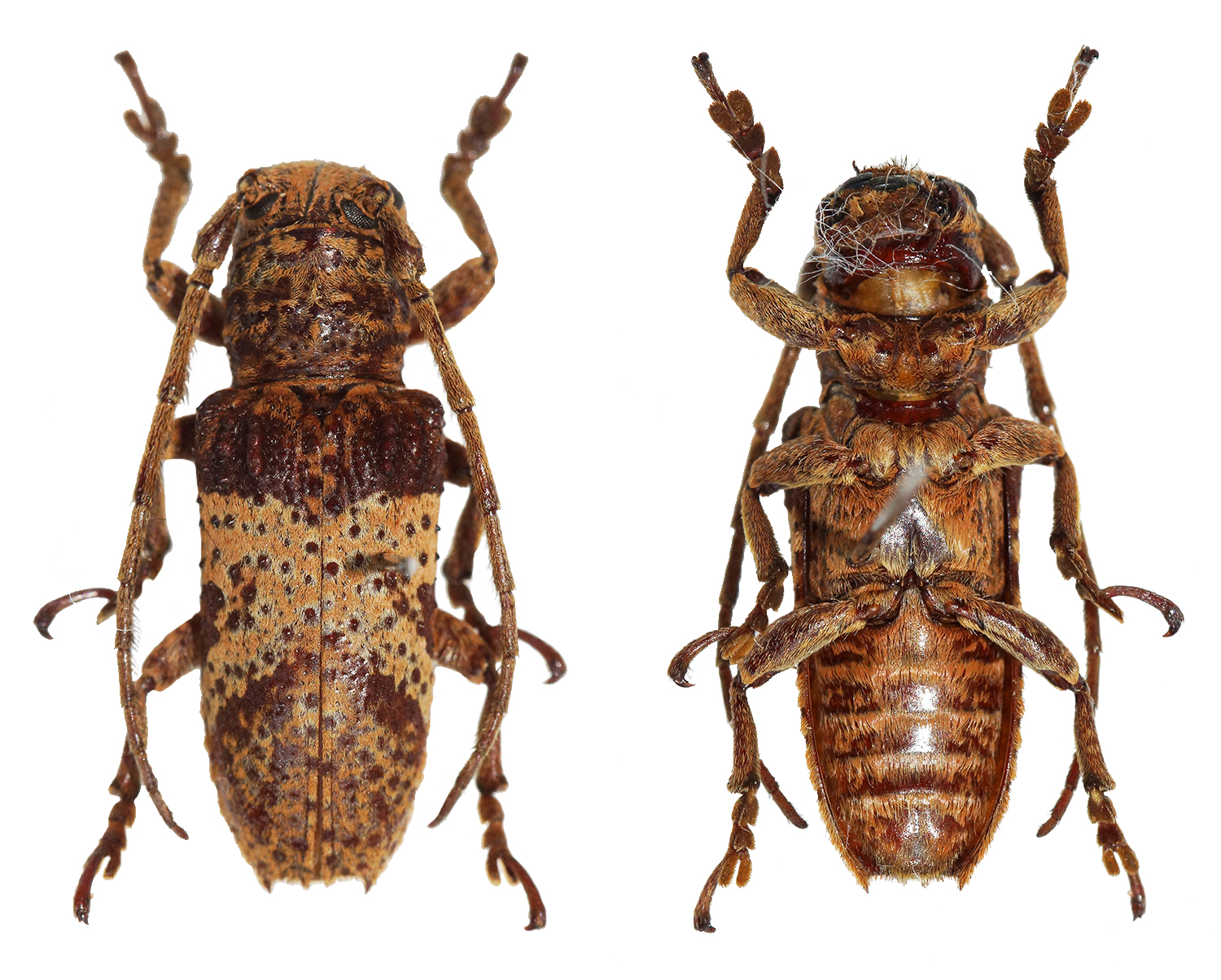
Rhytiphora ferruginea
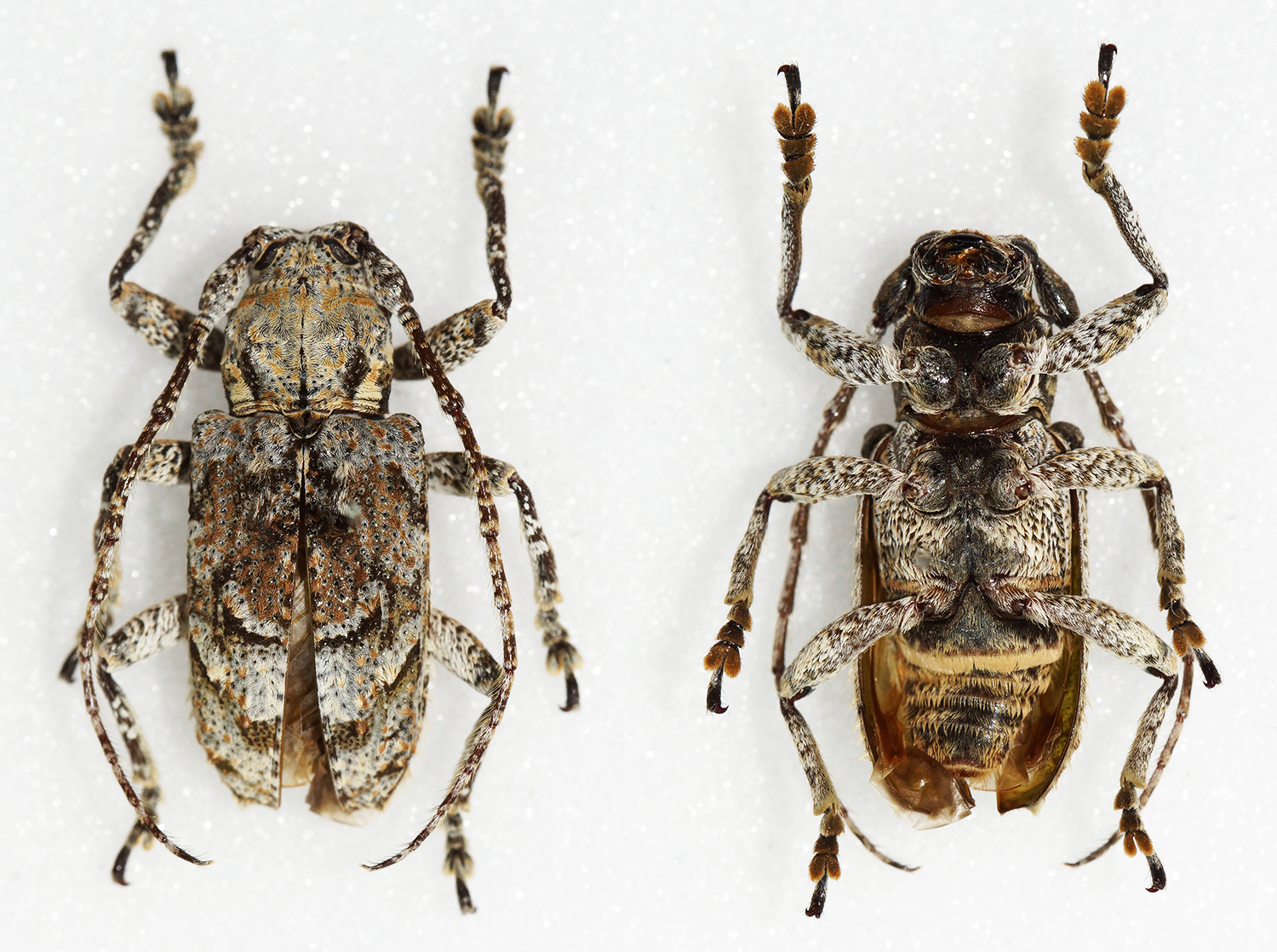
Rhytiphora maculicornis
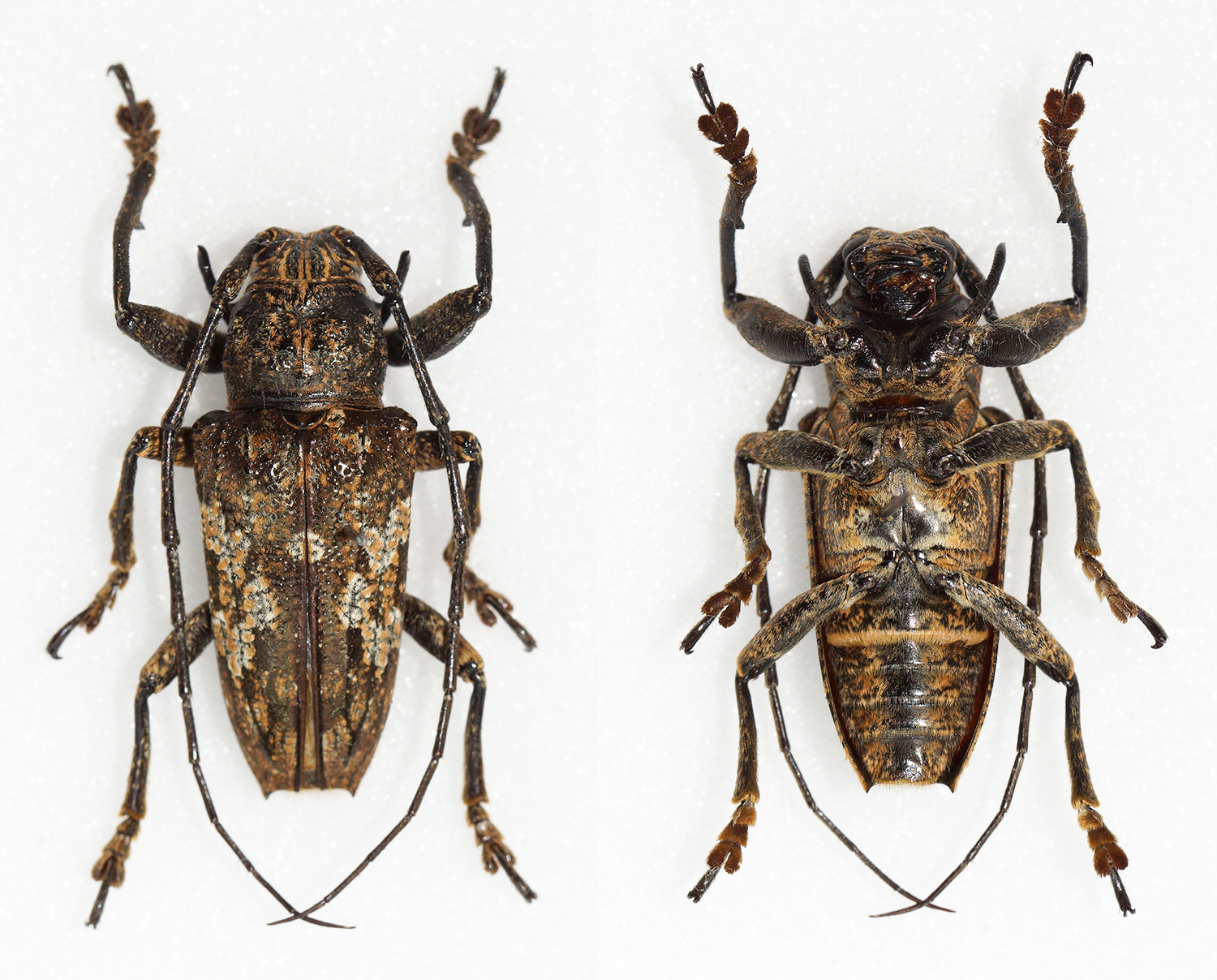
Rhytiphora metutus
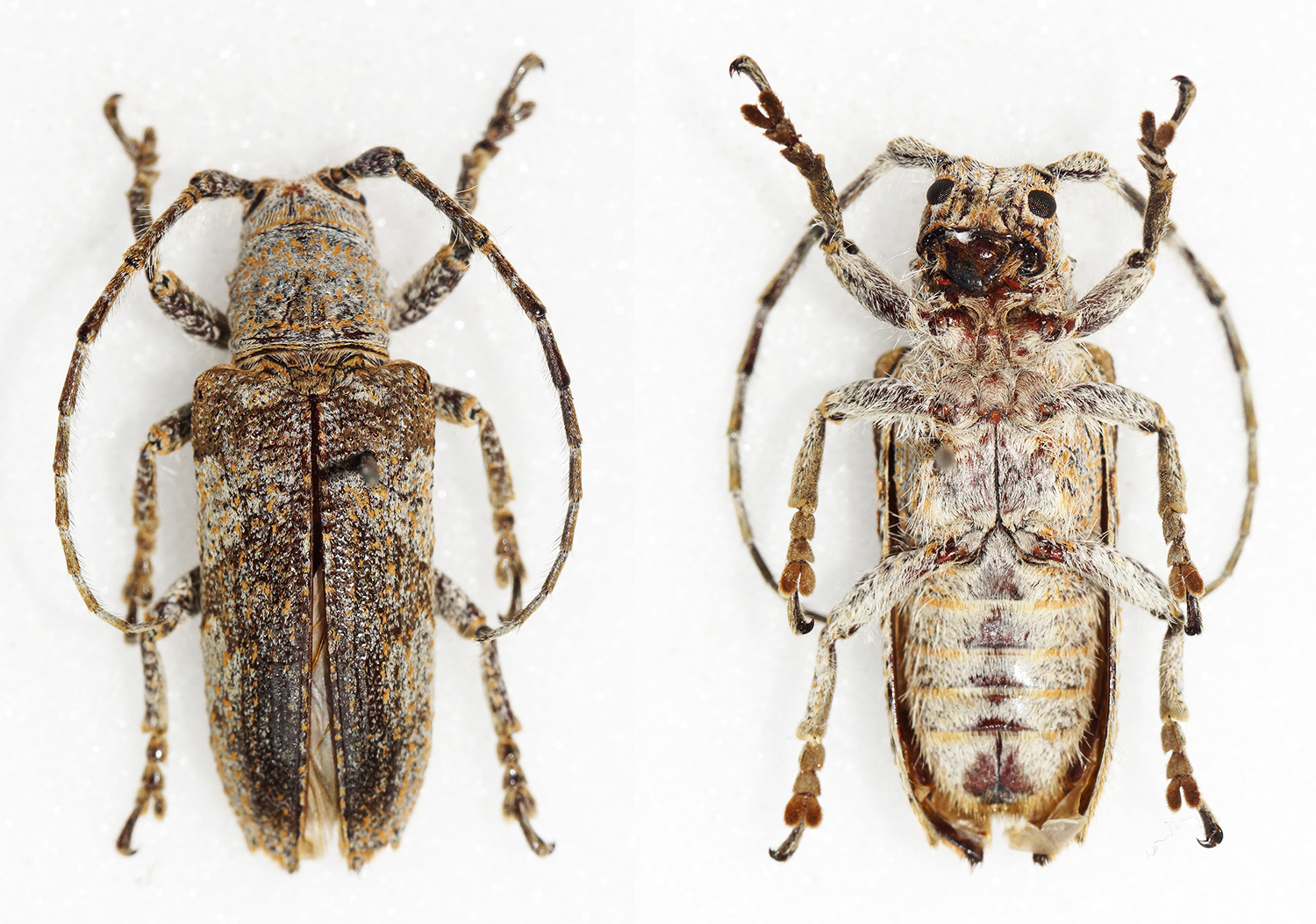
Rhytiphora pulverulens
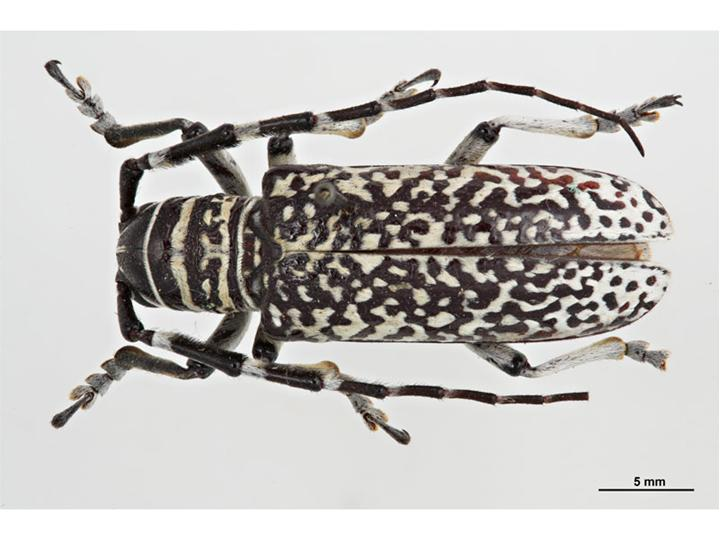
Rhytiphora saundersii
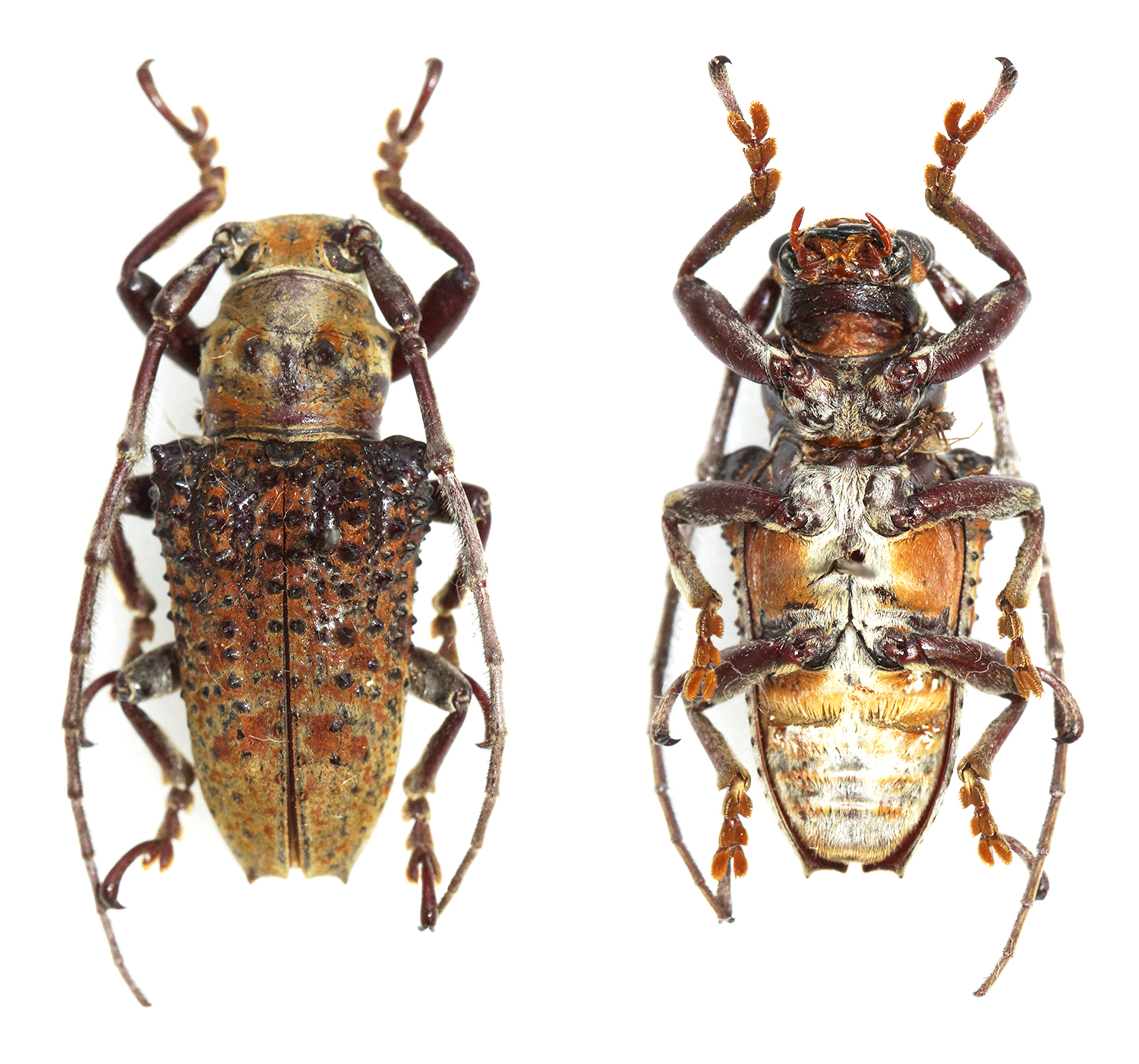
Rhytiphora regularis
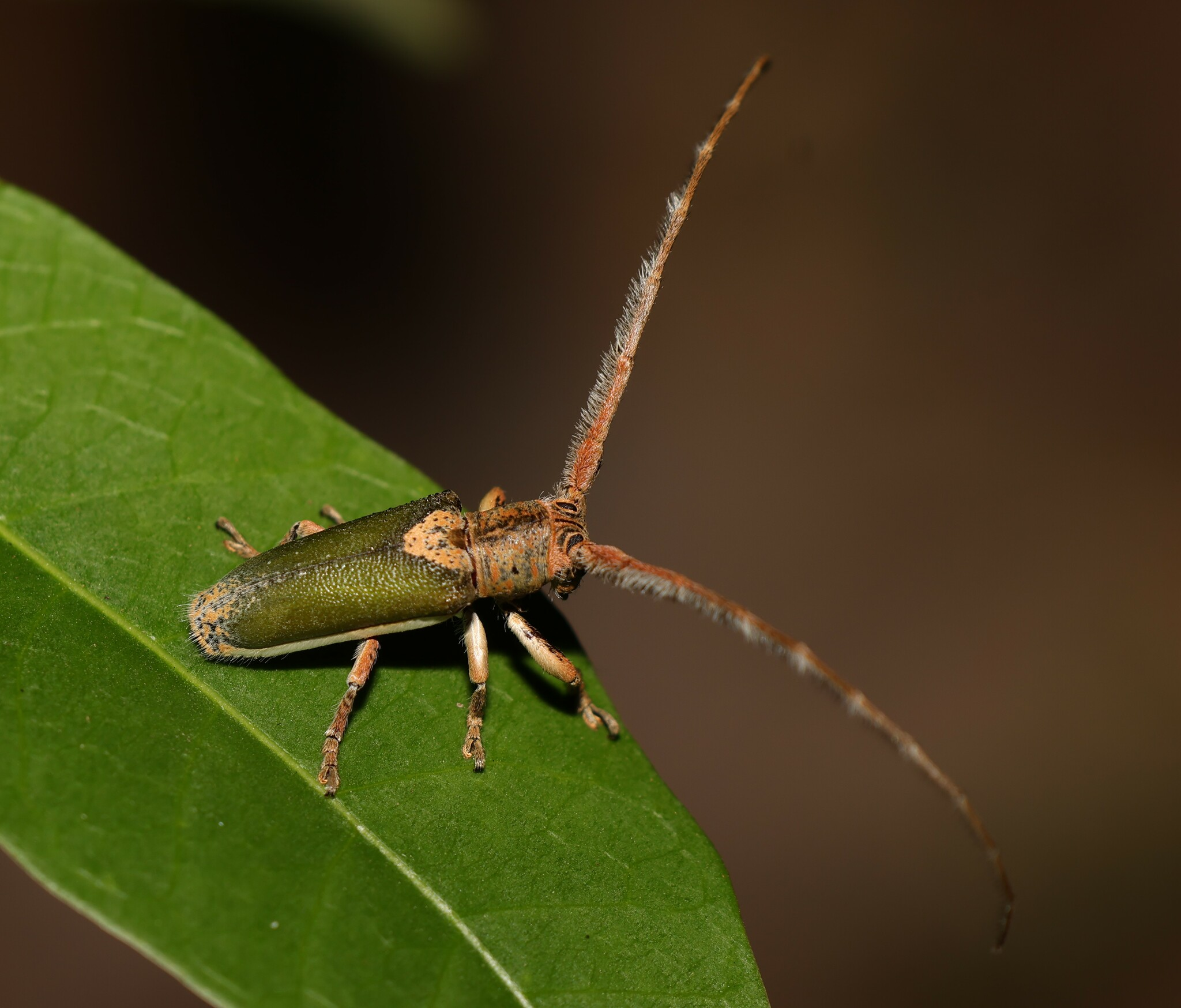
Rhytiphora nigrovirens

## Especies
- Rhytiphora abdominalis
- Rhytiphora abrynoides
- Rhytiphora adami
- Rhytiphora affecta
- Rhytiphora affinis
- Rhytiphora albertisi
- Rhytiphora albescens
- Rhytiphora albicollis
- Rhytiphora albida
- Rhytiphora albifrons
- Rhytiphora albisparsa
- Rhytiphora albocincta
- Rhytiphora albofasciata
- Rhytiphora albolateralis
- Rhytiphora albolateraloides
- Rhytiphora albomaculatus
- Rhytiphora albomarmorata
- Rhytiphora alboplagiata
- Rhytiphora albospilota
- Rhytiphora albostictica
- Rhytiphora albostriata
- Rhytiphora albovestita
- Rhytiphora aluensis
- Rhytiphora amboinica
- Rhytiphora amicula
- Rhytiphora ammiralis
- Rhytiphora anaglypta
- Rhytiphora aneityumensis
- Rhytiphora antennalis
- Rhytiphora anthonyi
- Rhytiphora apiculata
- Rhytiphora arctos
- Rhytiphora argentata
- Rhytiphora argenteolateralis
- Rhytiphora argus
- Rhytiphora armatula
- Rhytiphora aruensis
- Rhytiphora asiki
- Rhytiphora aspersa
- Rhytiphora assimilis
- Rhytiphora astrolabei
- Rhytiphora atlantica
- Rhytiphora atomaria
- Rhytiphora auberti
- Rhytiphora australica
- Rhytiphora australis
- Rhytiphora bakewellii
- Rhytiphora bankii
- Rhytiphora barnardi
- Rhytiphora basalis
- Rhytiphora basaloides
- Rhytiphora basicristata
- Rhytiphora basigranulatus
- Rhytiphora basimaculata
- Rhytiphora basiochracea
- Rhytiphora basivittata
- Rhytiphora batesi
- Rhytiphora beccarii
- Rhytiphora bella
- Rhytiphora bialbomaculata
- Rhytiphora bicoloripennis
- Rhytiphora bilatemaculata
- Rhytiphora bimaculata
- Rhytiphora bimaculipennis
- Rhytiphora biroi
- Rhytiphora bispinosa
- Rhytiphora blackburni
- Rhytiphora bougainvillei
- Rhytiphora brunnea
- Rhytiphora buruensis
- Rhytiphora cairnsi
- Rhytiphora callosa
- Rhytiphora cana
- Rhytiphora capeyorkensis
- Rhytiphora capreola
- Rhytiphora carinata
- Rhytiphora carinicollis
- Rhytiphora celebensis
- Rhytiphora celebiana
- Rhytiphora celebicus
- Rhytiphora cerviniapex
- Rhytiphora cinerascens
- Rhytiphora cinnamomea
- Rhytiphora comosa
- Rhytiphora confusa
- Rhytiphora convexicollis
- Rhytiphora corrhenoides
- Rhytiphora costata
- Rhytiphora costulata
- Rhytiphora cowleyi
- Rhytiphora crassicollis
- Rhytiphora cretata
- Rhytiphora criminosus
- Rhytiphora crucensis
- Rhytiphora cruciata
- Rhytiphora cylindrica
- Rhytiphora dallasii
- Rhytiphora dawsoni
- Rhytiphora decipiens
- Rhytiphora decussata
- Rhytiphora delicatula
- Rhytiphora demarzi
- Rhytiphora denisoniana
- Rhytiphora densepunctata
- Rhytiphora densepuncticollis
- Rhytiphora dentata
- Rhytiphora dentipes
- Rhytiphora deserti
- Rhytiphora detrita
- Rhytiphora devota
- Rhytiphora dispar
- Rhytiphora dispersa
- Rhytiphora distincta
- Rhytiphora diva
- Rhytiphora dubiosa
- Rhytiphora dunni
- Rhytiphora elongata
- Rhytiphora elongatissima
- Rhytiphora encausta
- Rhytiphora escalonai
- Rhytiphora excisa
- Rhytiphora farinosa
- Rhytiphora fasciata
- Rhytiphora fergussoni
- Rhytiphora ferruginea
- Rhytiphora flavescens
- Rhytiphora flavoguttata
- Rhytiphora flavostictica
- Rhytiphora flavovittata
- Rhytiphora florensis
- Rhytiphora fraserensis
- Rhytiphora frenchi
- Rhytiphora frenchiana
- Rhytiphora freyi
- Rhytiphora fulva
- Rhytiphora fulvescens
- Rhytiphora fumata
- Rhytiphora funebris
- Rhytiphora funesta
- Rhytiphora fuscobasalis
- Rhytiphora fuscomaculata
- Rhytiphora fuscosignata
- Rhytiphora fuscostictica
- Rhytiphora fuscovittata
- Rhytiphora gallus
- Rhytiphora gebiensis
- Rhytiphora giloloensis
- Rhytiphora glauerti
- Rhytiphora godeffroyi
- Rhytiphora gracilis
- Rhytiphora grammica
- Rhytiphora granulifer
- Rhytiphora granulipennis
- Rhytiphora granulosa
- Rhytiphora grisella
- Rhytiphora griseofasciata
- Rhytiphora grisescens
- Rhytiphora grossepunctata
- Rhytiphora guttulata
- Rhytiphora hathlioides
- Rhytiphora hebridarum
- Rhytiphora hermesi
- Rhytiphora heros
- Rhytiphora hibisci
- Rhytiphora hirsuta
- Rhytiphora huedepohli
- Rhytiphora iliaca
- Rhytiphora imitans
- Rhytiphora infelix
- Rhytiphora intercalaris
- Rhytiphora intermissa
- Rhytiphora interrupta
- Rhytiphora intertincta
- Rhytiphora intricata
- Rhytiphora invida
- Rhytiphora javanica
- Rhytiphora jobiensis
- Rhytiphora jomai
- Rhytiphora jubata
- Rhytiphora kambangensis
- Rhytiphora kinabaluensis
- Rhytiphora laevepunctata
- Rhytiphora lamingtonensis
- Rhytiphora lanosa
- Rhytiphora latefasciata
- Rhytiphora lateralis
- Rhytiphora laterialba
- Rhytiphora laterinigricollis
- Rhytiphora laterivitta
- Rhytiphora lenta
- Rhytiphora lepida
- Rhytiphora leucolateralis
- Rhytiphora lichenosa
- Rhytiphora livida
- Rhytiphora lobata
- Rhytiphora longula
- Rhytiphora loriai
- Rhytiphora luzonica
- Rhytiphora macleayi
- Rhytiphora macmillani
- Rhytiphora macularia
- Rhytiphora maculicornis
- Rhytiphora maculosa
- Rhytiphora major
- Rhytiphora majoripennis
- Rhytiphora marianarum
- Rhytiphora marmorata
- Rhytiphora marmorea
- Rhytiphora marmoreoides
- Rhytiphora mastersi
- Rhytiphora mediofasciata
- Rhytiphora mediovittata
- Rhytiphora melanosticta
- Rhytiphora metallescens
- Rhytiphora metallica
- Rhytiphora metuta
- Rhytiphora milnei
- Rhytiphora mindanaonis
- Rhytiphora minima
- Rhytiphora mista
- Rhytiphora mjoebergi
- Rhytiphora modesta
- Rhytiphora molesta
- Rhytiphora molitorius
- Rhytiphora molloiensis
- Rhytiphora morata
- Rhytiphora morokaiensis
- Rhytiphora multiguttata
- Rhytiphora multimaculata
- Rhytiphora multispinis
- Rhytiphora multituberculata
- Rhytiphora murina
- Rhytiphora mystica
- Rhytiphora namatanai
- Rhytiphora neglecta
- Rhytiphora neglectoides
- Rhytiphora neobritannicus
- Rhytiphora neopomeriana
- Rhytiphora niasica
- Rhytiphora nigrita
- Rhytiphora nigropunctata
- Rhytiphora nigroscutellata
- Rhytiphora nigrosignata
- Rhytiphora nigrosparsa
- Rhytiphora nigrothorax
- Rhytiphora nigrovirens
- Rhytiphora nitens
- Rhytiphora nodosa
- Rhytiphora obenbergeri
- Rhytiphora obiensis
- Rhytiphora obliqua
- Rhytiphora obliqueplagiata
- Rhytiphora obliquestriata
- Rhytiphora obliquevittata
- Rhytiphora oblita
- Rhytiphora obscura
- Rhytiphora obscuroides
- Rhytiphora obsoleta
- Rhytiphora ocellata
- Rhytiphora ochraceomarmorata
- Rhytiphora ochreobasalis
- Rhytiphora ochreomarmorata
- Rhytiphora ochreopicta
- Rhytiphora ochreosparsa
- Rhytiphora ochreostictica
- Rhytiphora ochrescens
- Rhytiphora odewahnii
- Rhytiphora ominosa
- Rhytiphora onychina
- Rhytiphora ornatifrons
- Rhytiphora pagana
- Rhytiphora paganoides
- Rhytiphora pallida
- Rhytiphora papuana
- Rhytiphora parafarinosa
- Rhytiphora parallela
- Rhytiphora parantennalis
- Rhytiphora parapaganus
- Rhytiphora parasilis
- Rhytiphora pardalina
- Rhytiphora pardalis
- Rhytiphora parvula
- Rhytiphora pascoei
- Rhytiphora paulla
- Rhytiphora pauxilla
- Rhytiphora pedicornis
- Rhytiphora peraffinis
- Rhytiphora persimilis
- Rhytiphora petechialis
- Rhytiphora petrorhiza
- Rhytiphora picta
- Rhytiphora piligera
- Rhytiphora pilipennis
- Rhytiphora pilosa
- Rhytiphora piperitia
- Rhytiphora polymita
- Rhytiphora posthumeralis
- Rhytiphora pseudobasalis
- Rhytiphora pseudomurina
- Rhytiphora pseudovalgus
- Rhytiphora pubiventris
- Rhytiphora pulcherrima
- Rhytiphora pulchra
- Rhytiphora pullata
- Rhytiphora pulverulens
- Rhytiphora pustulosa
- Rhytiphora queenslandensis
- Rhytiphora regularis
- Rhytiphora romani
- Rhytiphora rosei
- Rhytiphora rosselli
- Rhytiphora rotundipennis
- Rhytiphora rubeta
- Rhytiphora rubriventris
- Rhytiphora rufa
- Rhytiphora rufobrunnea
- Rhytiphora rugicollis
- Rhytiphora rugulosa
- Rhytiphora saga
- Rhytiphora saintaignani
- Rhytiphora salomonum
- Rhytiphora samoana
- Rhytiphora sannio
- Rhytiphora satelles
- Rhytiphora sattelbergi
- Rhytiphora saundersii
- Rhytiphora scenica
- Rhytiphora schultzei
- Rhytiphora sectator
- Rhytiphora sedlaceki
- Rhytiphora sellata
- Rhytiphora seriemaculata
- Rhytiphora setipes
- Rhytiphora sherbockensis
- Rhytiphora signatoides
- Rhytiphora similis
- Rhytiphora simsoni
- Rhytiphora sinuata
- Rhytiphora sinuatofasciata
- Rhytiphora slipinskii
- Rhytiphora solandri
- Rhytiphora solida
- Rhytiphora solomonensis
- Rhytiphora sospitalis
- Rhytiphora sparsuta
- Rhytiphora spinosa
- Rhytiphora stigmatica
- Rhytiphora strandi
- Rhytiphora strandiella
- Rhytiphora strenua
- Rhytiphora sturnina
- Rhytiphora subargentata
- Rhytiphora subcarinata
- Rhytiphora subfulvescens
- Rhytiphora subinterrupta
- Rhytiphora subregularis
- Rhytiphora subtuberculata
- Rhytiphora subviduata
- Rhytiphora sumatrana
- Rhytiphora sumatrensis
- Rhytiphora sundaensis
- Rhytiphora tenimberensis
- Rhytiphora ternatensis
- Rhytiphora tigrina
- Rhytiphora timorlautensis
- Rhytiphora toekana
- Rhytiphora toekanensis
- Rhytiphora torquata
- Rhytiphora transversefasciata
- Rhytiphora transversesulcata
- Rhytiphora transversevittata
- Rhytiphora tristicula
- Rhytiphora trobriandensis
- Rhytiphora truncata
- Rhytiphora truncatoides
- Rhytiphora tuberculigera
- Rhytiphora tuberosicollis
- Rhytiphora tulagensis
- Rhytiphora undata
- Rhytiphora undulata
- Rhytiphora unicolor
- Rhytiphora uniformis
- Rhytiphora ursus
- Rhytiphora vanicorensis
- Rhytiphora variolosa
- Rhytiphora ventralis
- Rhytiphora vermicularia
- Rhytiphora vermiculosa
- Rhytiphora vestigialis
- Rhytiphora vexata
- Rhytiphora viduata
- Rhytiphora villaris
- Rhytiphora villaroides
- Rhytiphora villosa
- Rhytiphora virgata
- Rhytiphora viridescens
- Rhytiphora viridis
- Rhytiphora vivesi
- Rhytiphora wallacei
- Rhytiphora waterhousei
- Rhytiphora waterstradti
- Rhytiphora wheatcrofti
- Rhytiphora woodlarkiana
- Rhytiphora xyalopa
- Rhytiphora yorkensis
- Rhytiphora ziczac